# MFG - Message from God
Message From God (MFG) sono Aharon Segal e Guy Zurkel, un duo di musicisti del genere psy-trance provenienti da Israele.

## Discografia
- The Prophecy (Phonokol 1996)
- New Kind of World (Phonokol 1997)
- Project Genesis (Phonokol 1998)
- The Message (Phonokol 2000)
- Message From God (HOMmega 2006)